# Case dei Pagani
Case dei Pagani («Heidenhäuser»), auch Case dei Cröisc («Wildmannli-Häuser») oder Case digl Grébel («Heidenhäuser»), werden mehrere kleine mittelalterliche Wehrbauten (Höhlenburgen) im schweizerischen Kanton Tessin genannt. Die meisten von ihnen stehen im Bleniotal oberhalb der Dörfer Aquila, Marolta, Dongio, Olivone, Dangio und Malvaglia. Vereinzelt kommen sie auch in der Valle Leventina (Chiggiogna), im Maggiatal (Losone) und im Sottoceneri (Mendrisio) vor. Ausserhalb des Bleniotals werden sie auch Castello bzw. Castelli genannt.

## Allgemeine Merkmale
Die Case dei Pagani wurden an äusserst schwer zugänglichen Stellen in die steilen Felswände der Talflanken gebaut. Geschützt werden sie von überhängenden Felsen oder durch natürliche Höhlen, der Zugang erfolgte über Leitern und hölzerne Galerien. Von manchen Anlagen haben sich nur noch spärliche Mauerreste erhalten, die kaum mehr auf den ursprünglichen Bau schliessen lassen. Vermutlich bestanden einige Obergeschosse mancher Gebäude teilweise auch aus Holz. Feuerstellen, Aborte und Kleinfunde belegen die Bewohnbarkeit.
Das Fehlen von urkundlichen Zeugnissen über die Erbauung und die unzugängliche Lage in den Felswänden führten in der Volksmeinung zur Entstehung von Hexen- und Dämonensagen und bei den Gelehrten zur Entwicklung phantastischer Deutungsversuche. So sollen die Häuser der Übermittlung von Signalen gedient haben oder Stützpunkte von Sarazenen gewesen sein, die um 920 durch die Alpen zogen. Dass sie gemäss einem 1883 veröffentlichten Buch von Mosè Bertoni (1857–1929) nach der Christianisierung auch Rückzugsorte von Heiden gewesen sein sollen, könnte zur Namengebung beigetragen haben. Auch als Gefängnisse für Hexen, Häuser für Leprakranke oder als Räubernester sollen sie gedient haben. Neuere Untersuchungen, unter anderem durch den auf mittelalterliche Bauten spezialisierten Architekten Lukas Högl, ergaben indes, dass die Case dei Pagani wohl kleine Burganlagen waren, die im Frühmittelalter von lokalen Adligen gebaut wurden und ihnen in gefährlichen Zeiten als Fluchtburgen dienten. C-14-Datierungen lassen auf eine Erbauungszeit im 3. bis 7. (Malvaglia) bzw. im 9. bis 11. Jahrhundert (Dongio 1) schliessen. Ob sie auch als ständig bewohnte Behausungen dienten, ist angesichts der schwierigen Erreichbarkeit und Versorgungslage wenig wahrscheinlich, aber auch nicht ganz auszuschliessen.
Die uneinnehmbare Lage der Case dei Pagani machte eine grosse Mauerstärke überflüssig; diese bewegt sich zwischen 50 und 90 Zentimetern. Die Mauern wurden aus Granitplatten unter Verwendung von Kalkmörtel eher nachlässig aufgeschichtet.

## Marolta

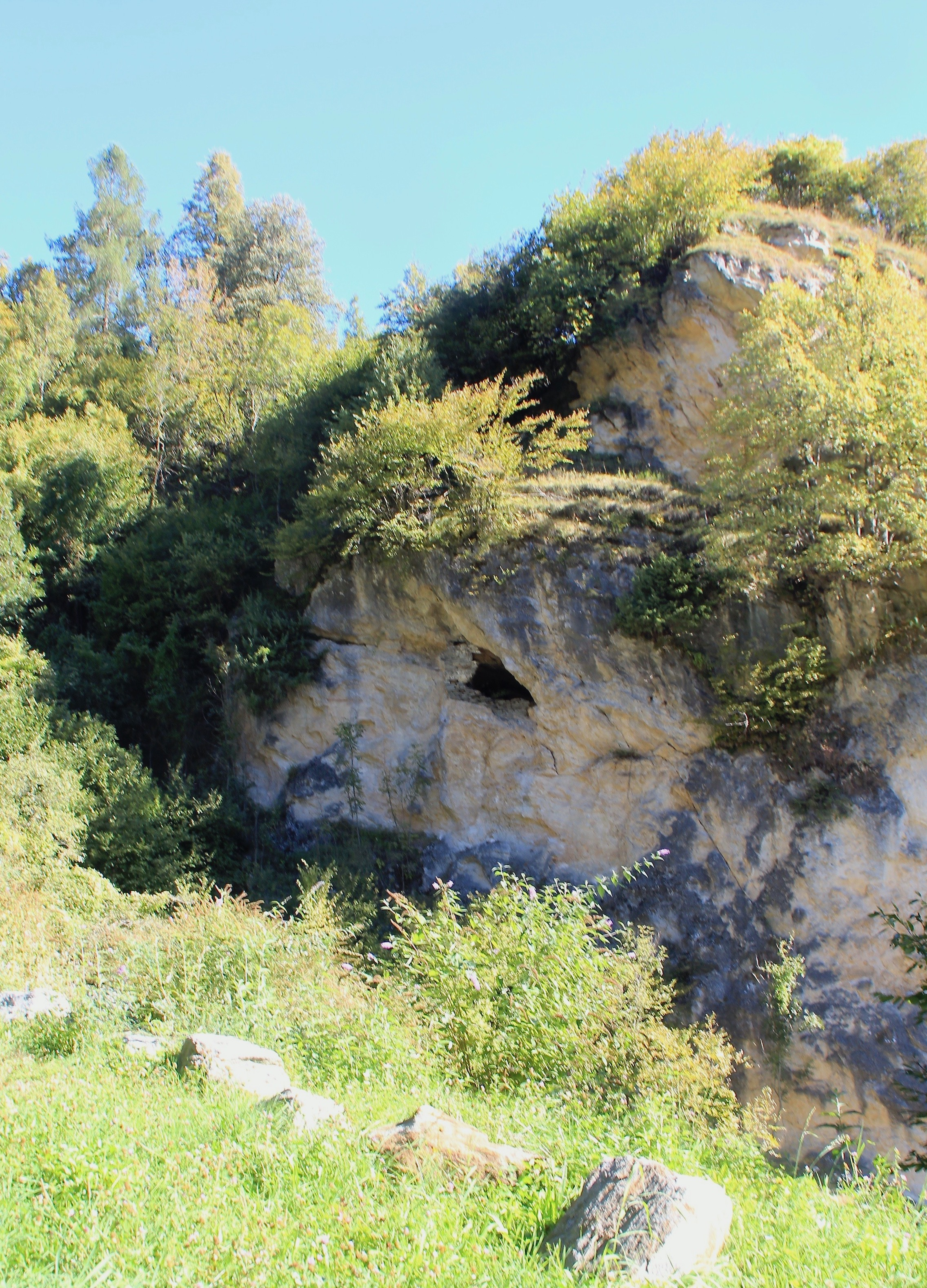
Marolta: Ansicht von Südwesten

Die kleine Höhlenburg von Marolta wird Casa dei Cröisc genannt. Sie steht auf einer Höhe von 850 m ü. M. ca. 150 Meter nordwestlich der Brücke über die Fruda am oberen Dorfausgang. Durch Hochwasser im Jahr 1978 verursachte Erosionen unterhalb der Höhle erschweren den Zugang, so dass sie ohne Kletterausrüstung nicht mehr zu erreichen ist. Früher erfolgte der Zugang über eine Leiter von einem sechs Meter darunter liegenden Felsband aus. Durch die Lage unter einem überhängenden Felsdach war die Höhle auch gegen Angriffe von oben gut geschützt.
Die Höhle wurde teilweise aus dem weichen Fels gehauen und bildet im Grundriss ein unregelmässiges Viereck. Von der Westseite hat sich ein rund 50 Zentimeter festes Mauerstück erhalten, die Südseite ist weggebrochen. Die Mauern bestehen aus Gneisplatten aus dem Bachbett. Die Eingangstür lag im Nordwesten. Sie war in einen Rahmen eingelassen, der in Aussparungen in Fels und Mauer sass. Mehrere Vertiefungen im Fels unterhalb der Höhle könnten Spuren einer Zugangskonstruktion sein. Über den Zeitpunkt der Erbauung ist nichts bekannt.

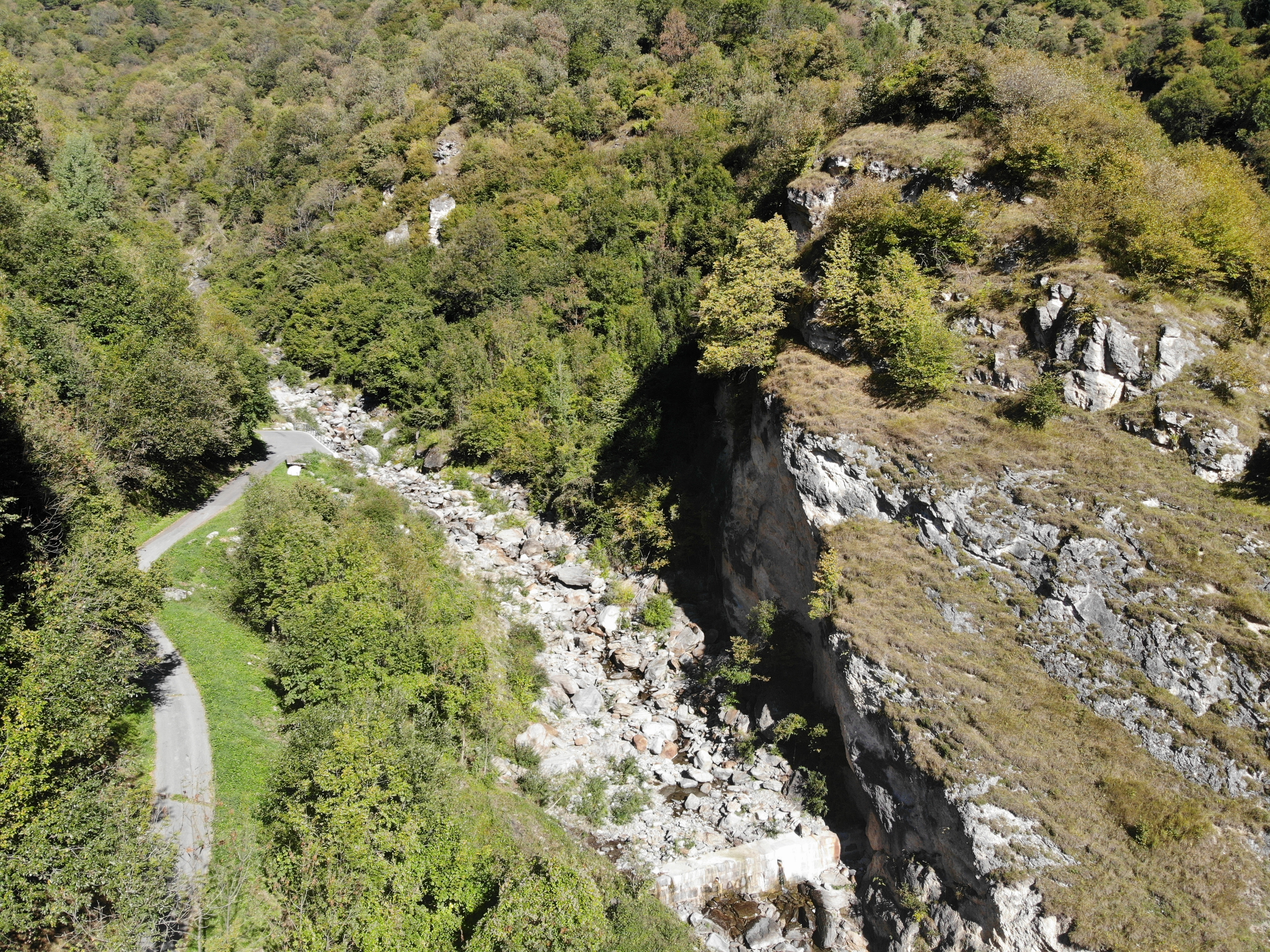
Blick in das Tobel der Fruda. Die Casa steht in der Felswand im Schatten.
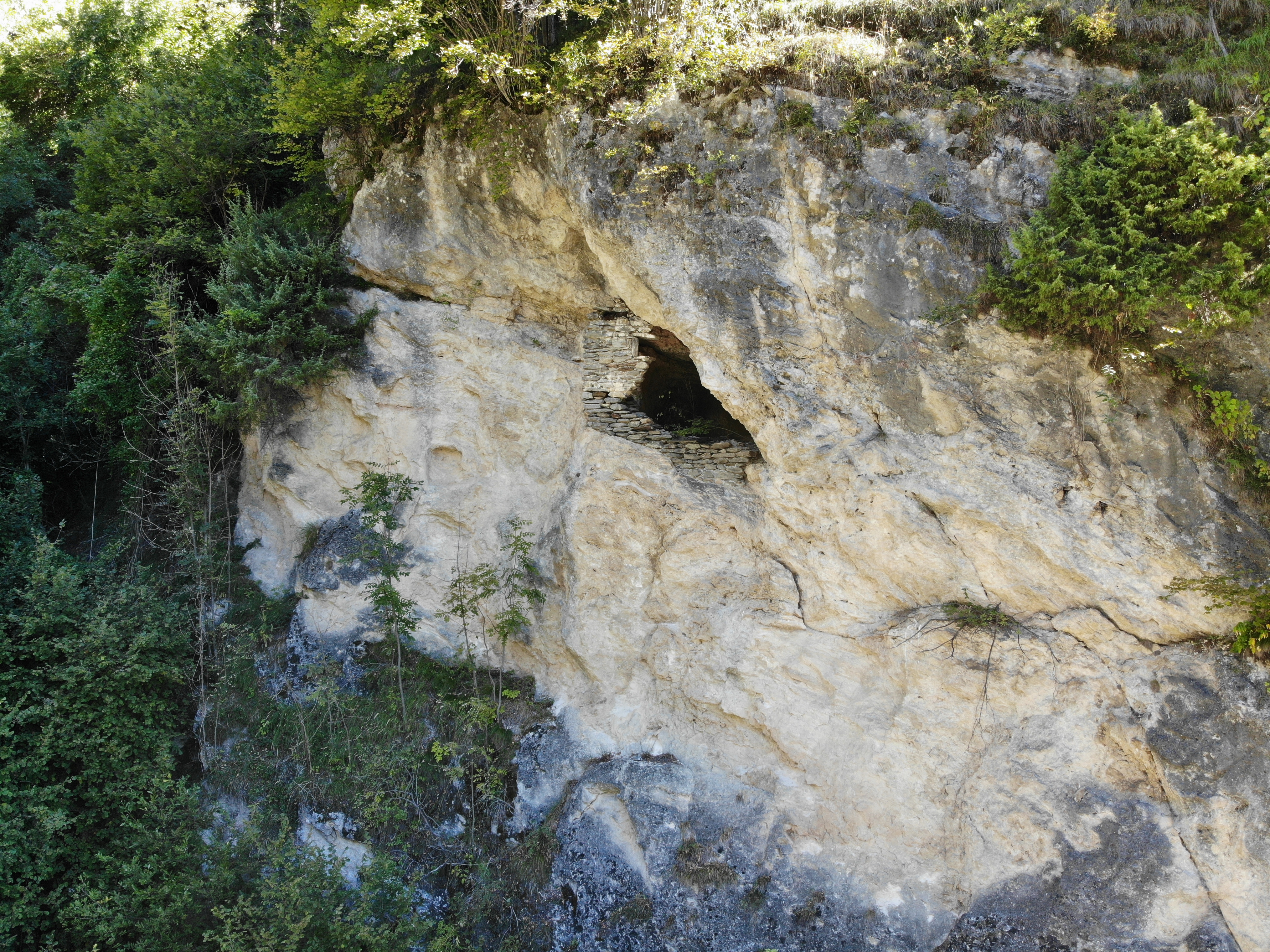
Ansicht von Südwesten
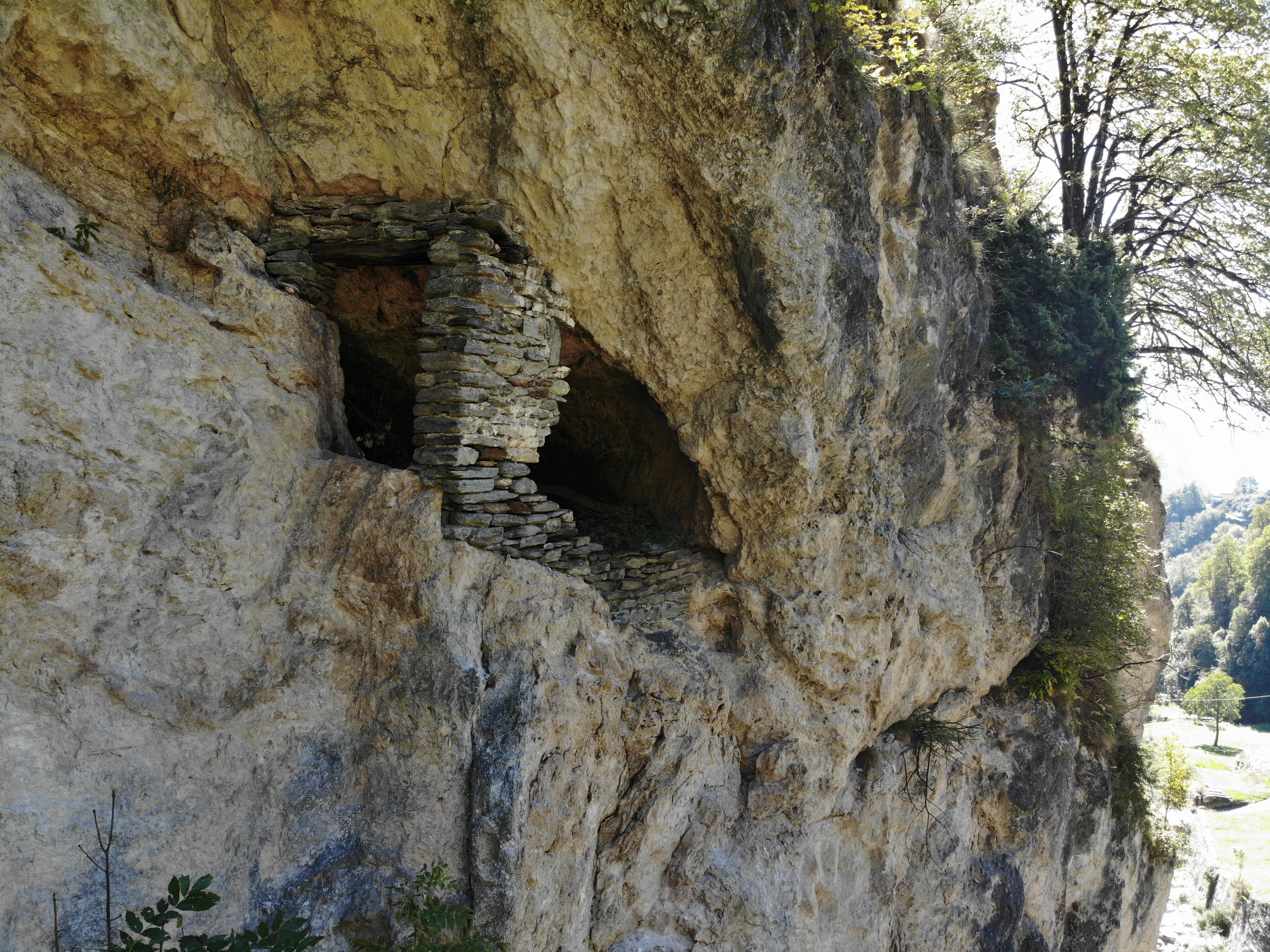
Blick talwärts

## Dongio I

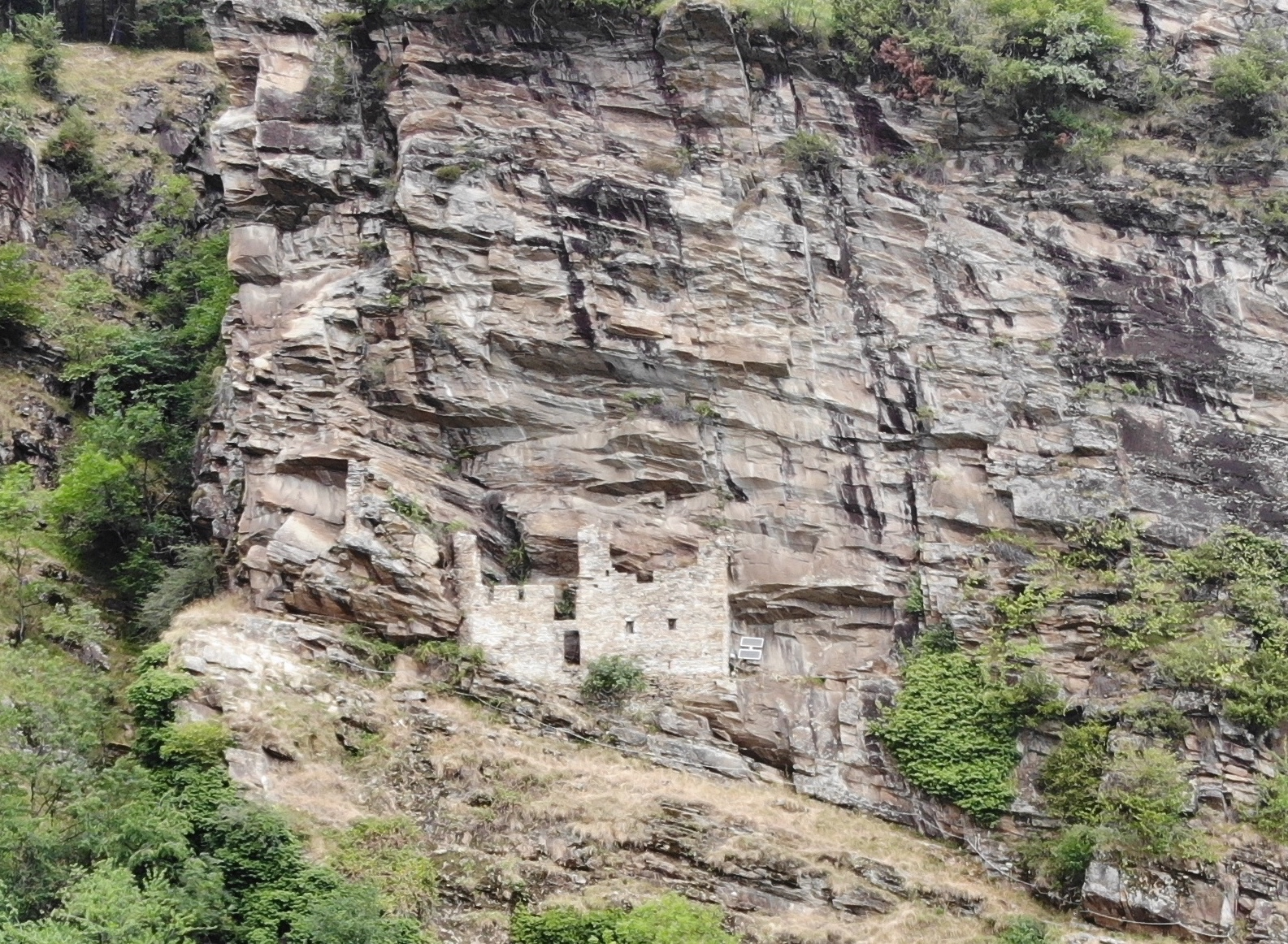
Dongio I: Ansicht von Westen

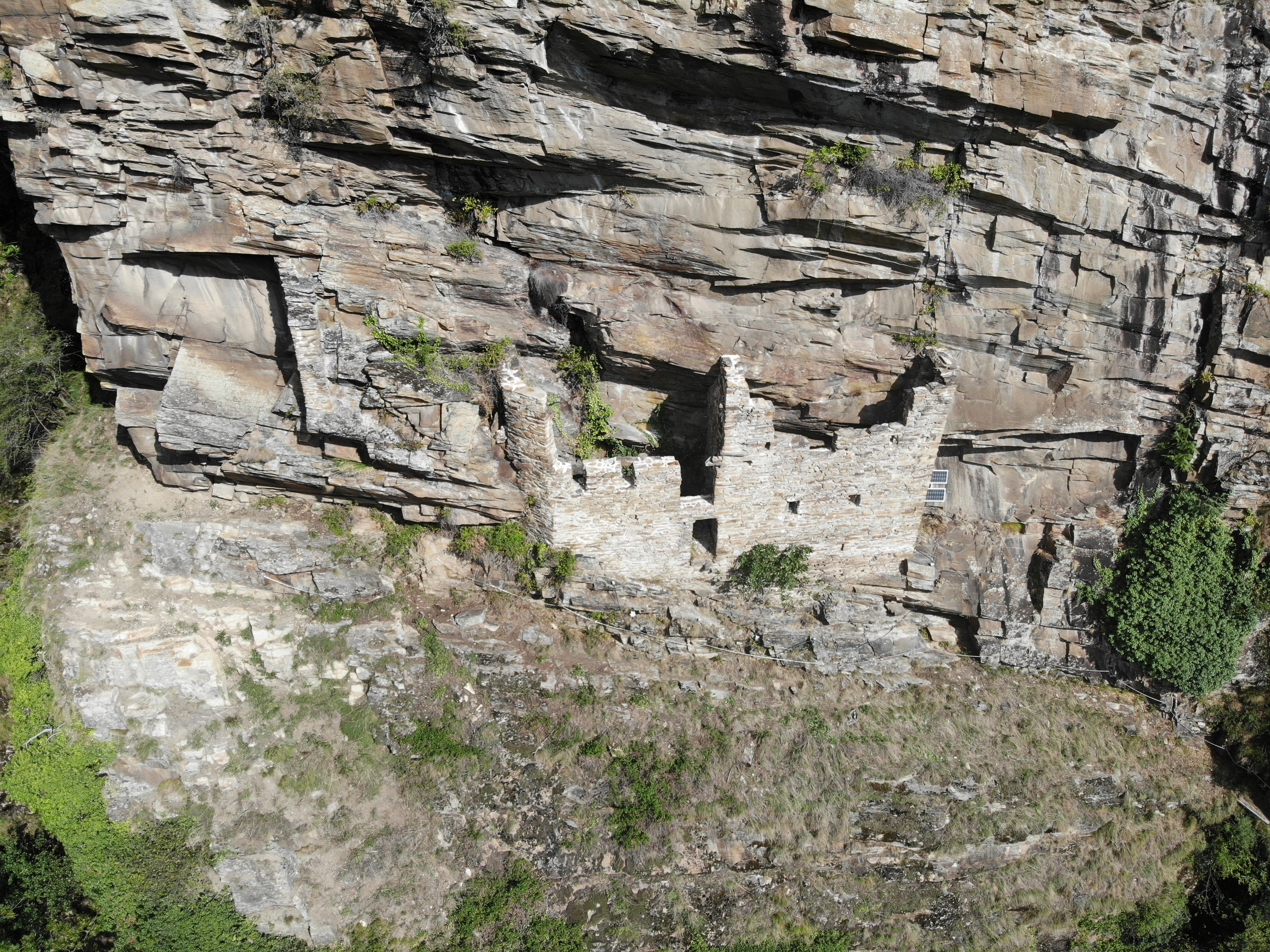

Die von weitem sichtbare Casa dei Pagani liegt auf einer Höhe von 620 m ü. M. in einer hohen Balme in der Felswand oberhalb des Friedhofs von Dongio. Sie ist die am vollständigsten erhaltene Höhlenburg im Tessin. Eine C14-Datierung eines Gerüstholzes im Jahr 1985 lässt auf eine Erbauungszeit zwischen dem 9. und 11. Jahrhundert schliessen.
Die Felswand ist über einen steilen Waldweg erreichbar. Er führt an den Ruinen des alten Dorfes vorbei, das 1747 verschüttet wurde. An der Wand führt ein langgestrecktes schmales Felsband talaufwärts bis unterhalb der Burg. Die Ruine des Hauses kann nur durch gefährliche Kletterei betreten werden. Seit 2017 ist der letzte Wegabschnitt durch Metallketten gesichert, an denen man sich festhalten kann.
Es lassen sich zwei Bauphasen unterscheiden. Die Anlage entstand zwischen 875 und 1055, ein Ausbau erfolgte im 13. Jahrhundert. Wie lange der Unterbruch der Besiedlung dauerte, ist kaum mehr festzustellen. An ihrem Beginn stand ein verheerender Brand, bei dem der hölzerne Oberbau und Teile der Frontmauer zerstört wurden.
Der 14 Meter lange Wohntrakt ist ein langgestreckter, zweigeteilter Bau. Von ursprünglich vier Geschossen haben sich drei erhalten. Die erhöht angebrachte Eingangstür führte in den dreigeschossigen Nordtrakt. Sie führt vom Felsband aus über eine aus drei vorspringenden Steinplatten bestehende Treppe ins Innere des Gebäudes. In der Trennmauer zum südlichen Teil mit einer anderen Stockwerkeinteilung gab es auf jeder Etage eine Verbindungstür.
Der ursprünglich ebenfalls dreigeschossige Südtrakt wurde in einer zweiten Bauphase offenbar um ein Geschoss erhöht, worauf eine sorgfältigere Bauweise mit ausgewählten Steinplatten anstelle von Bruchsteinen hindeutet. In der Südwand dieses Trakts führte eine Abortnische ins Freie. Die obersten Geschosse, heute in Trockenmauerwerk aufgeführt, bestanden ursprünglich wohl aus Holz. Am Fuss des Felsvorsprungs, der den Wohntrakt trägt, sind spärliche Reste weiterer Bauten zu erkennen, über deren Zweck nichts bekannt ist. Auf der linken Seite sperrte eine höher gelegene Quermauer den Zugang und schützte das Wohngebäude.
Die Anlage von Dongio diente wohl als kleine Adels- und Fluchtburg. Eine entsprechende Familie, die mit der Burg in Verbindung gebracht werden könnte, ist nicht bekannt. Im Verlauf des 15. Jahrhunderts dürfte die Anlage verlassen worden sein. 1968/69 und 1980 wurde die Anlage vermessen.
Gemäss nicht weiter bestätigten Berichten sollen die Einwohner von Dongio um 1798 in der Ruine ein Feuer unterhalten haben, um den einmarschierenden Franzosen eine bewaffnete Festung vorzutäuschen. Sie seien aber vertrieben und durch französische Soldaten ersetzt worden.
Im Herbst 2017 wurde die Casa von Dongio untersucht und teilweise wieder aufgebaut.

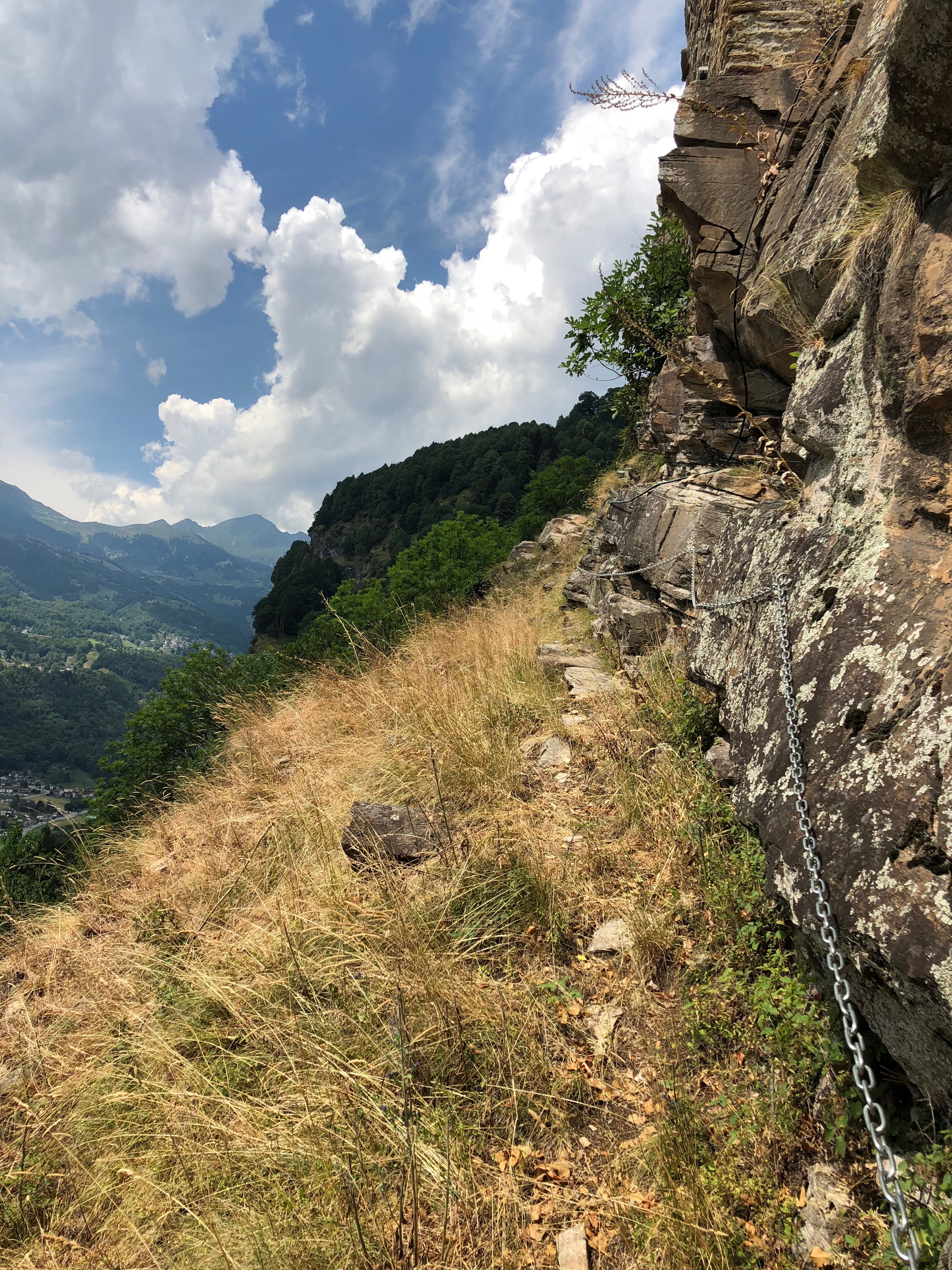
Zugangsweg
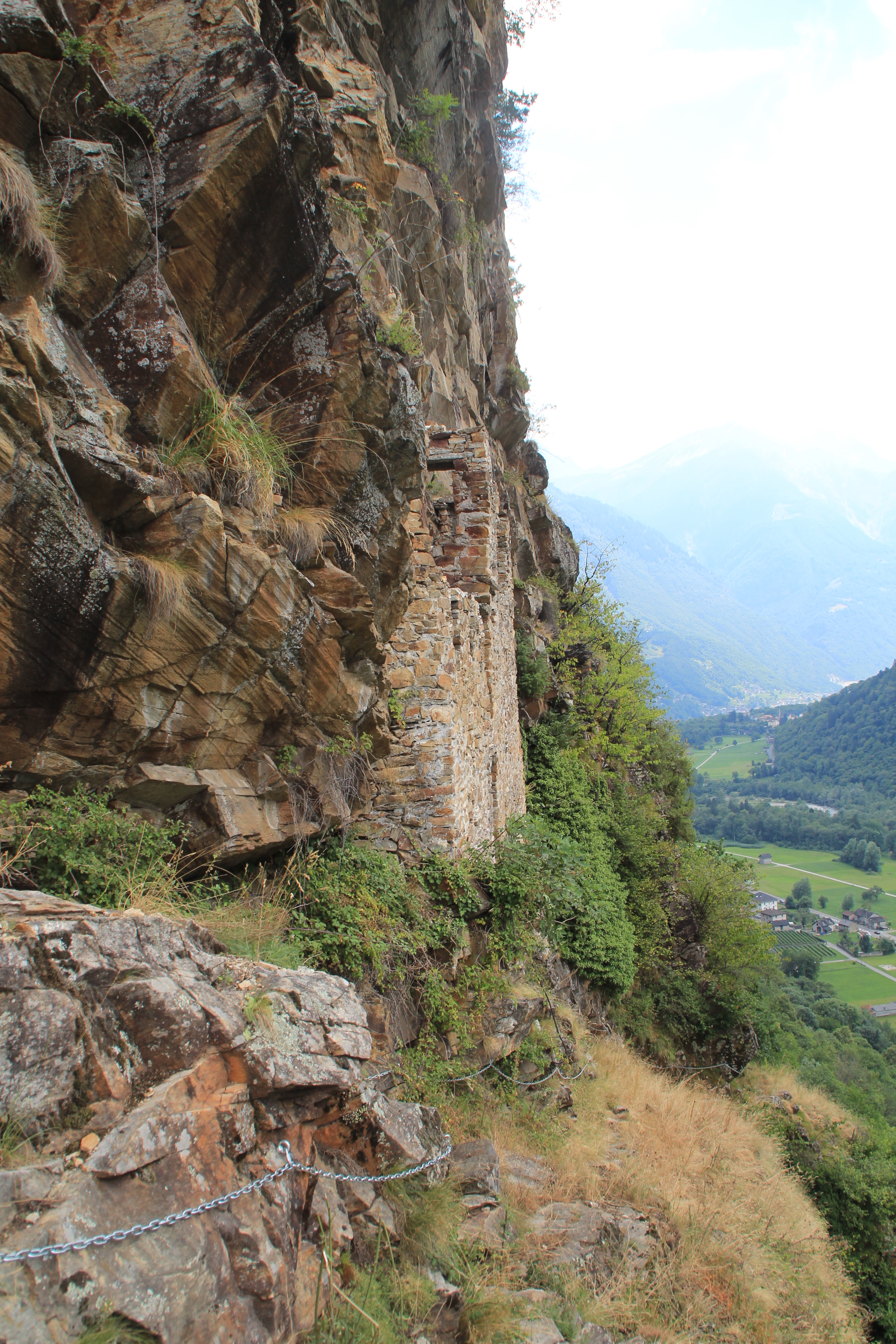
Blick nach Südosten
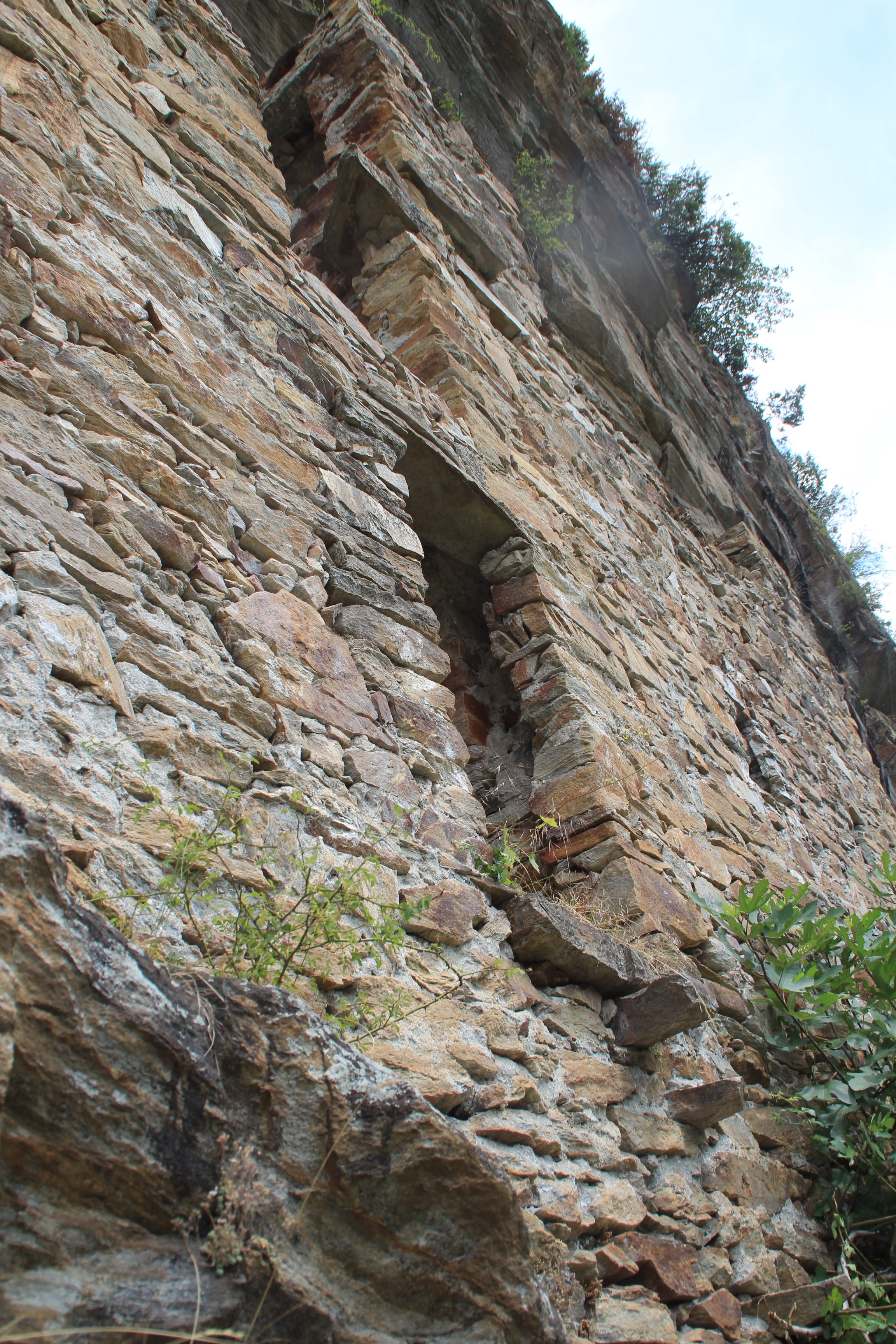
Eingangstor
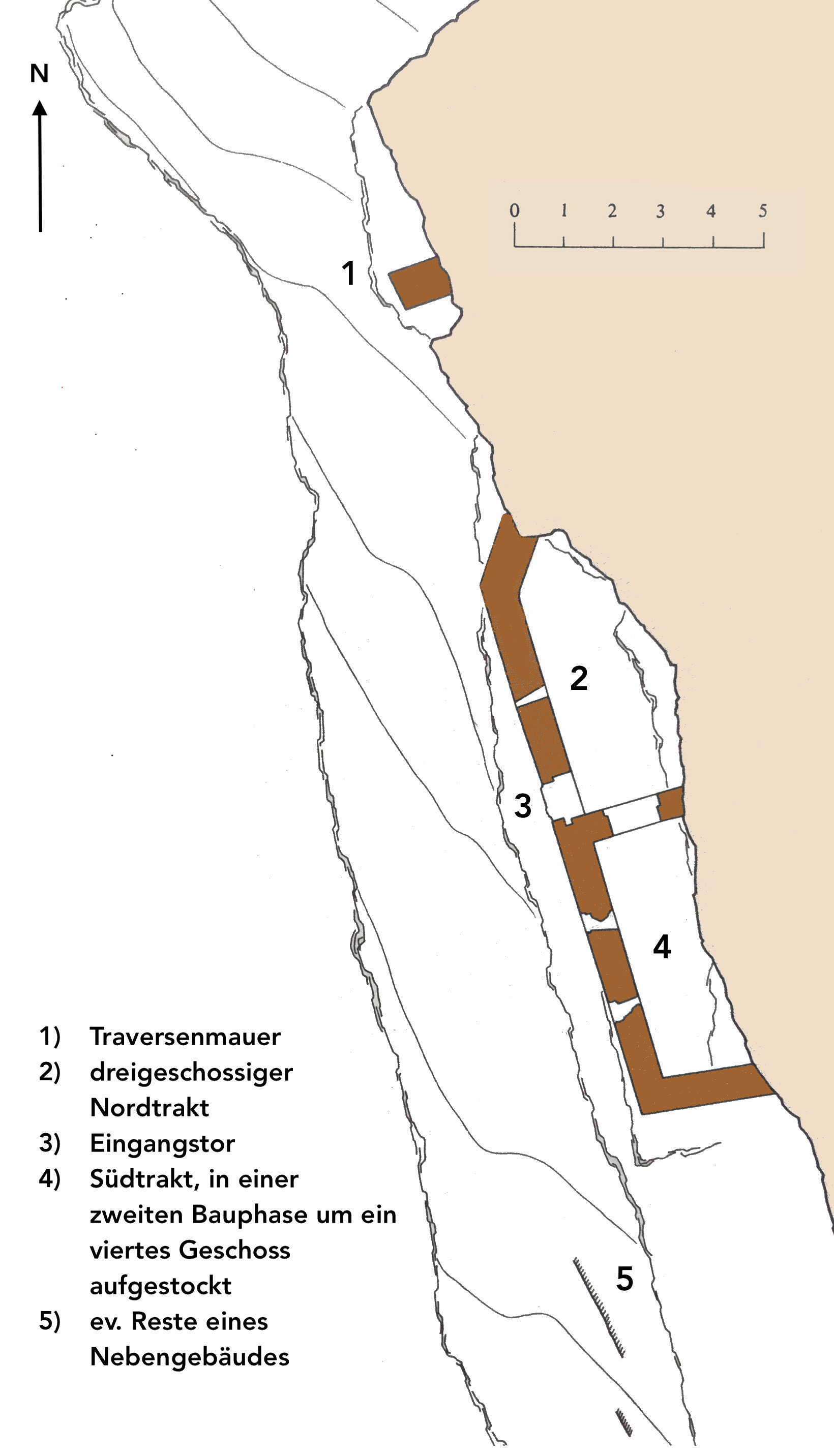
Plan der Anlage

## Dongio II

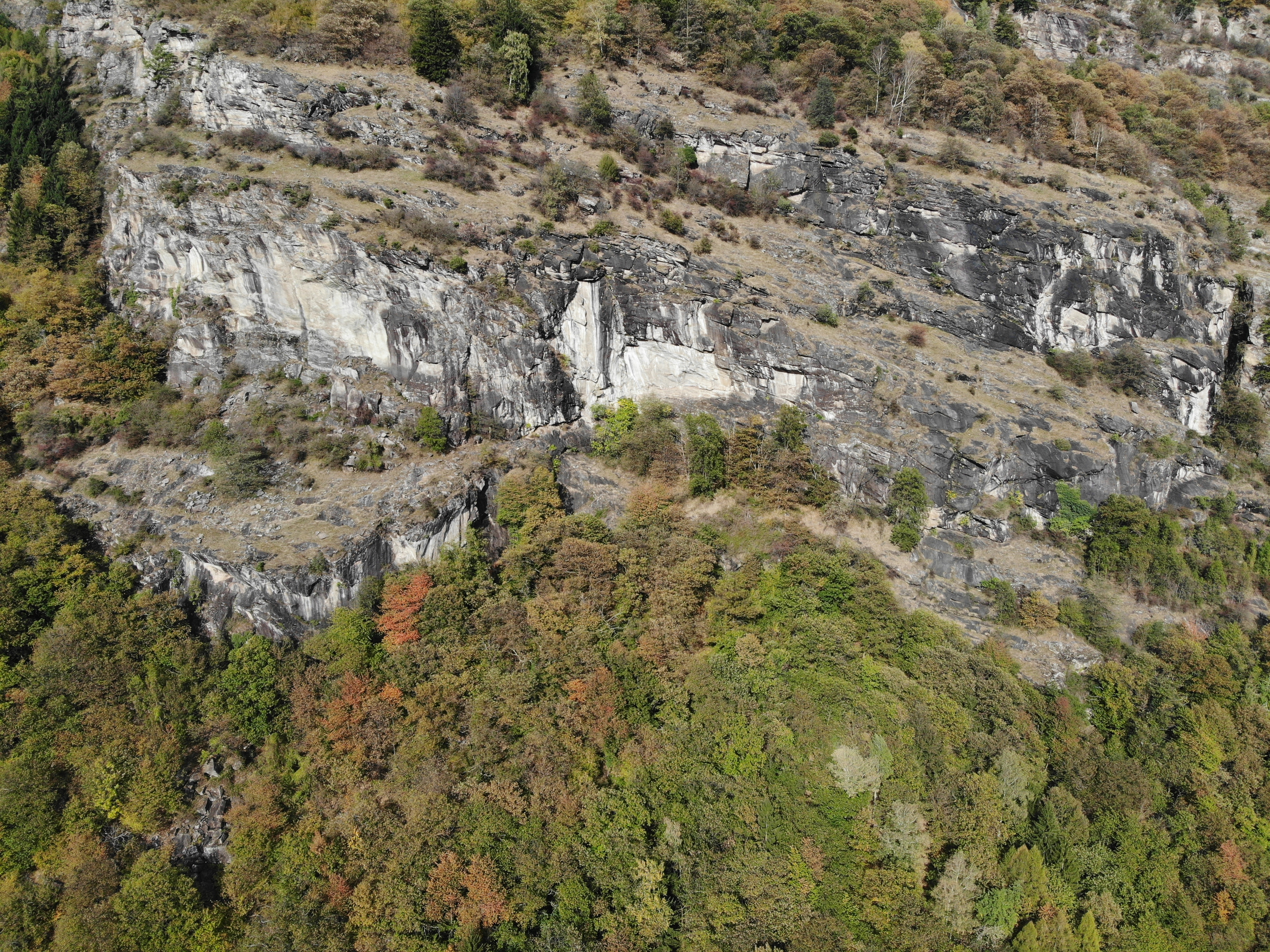
Dongio II: Die Ruinen der Casa liegen am Fuss der weissen Felswand

Eine weitere Casa dei Pagani in Dongio liegt auf der untersten Felsstufe des Berghangs oberhalb des Dorfteils Motto auf einer Höhe von 600 m ü. M.. Wenn man den genauen Standort nicht kennt, sind ihre niedrigen Mauerreste vom Tal aus nicht zu erkennen. Die Anlage stand in einer weit geöffneten Grotte auf einem künstlich verbreitetem Felsplateau, dem grössten der Tessiner Grottenburgen. Der Zugang erfolgte von Südosten über einen fest verankerten Holzsteg. Zahlreiche Felsbearbeitungen auf dem Plateau deuten auf frei stehende hölzerne Bauten hin. Etwa 50 Meter unterhalb haben sich am Fuss der Felswand Spuren von ehemaligen Oekonomiegebäuden oder Ställen erhalten.
Bodenfunde lassen auf eine längere Bewohnung schliessen. Verkohltes Holz weist auf eine mögliche Zerstörung durch einen Brand hin. Im Gegensatz zur Anlage von Malvaglia fehlen hier Zeichen eines Wiederaufbaus.

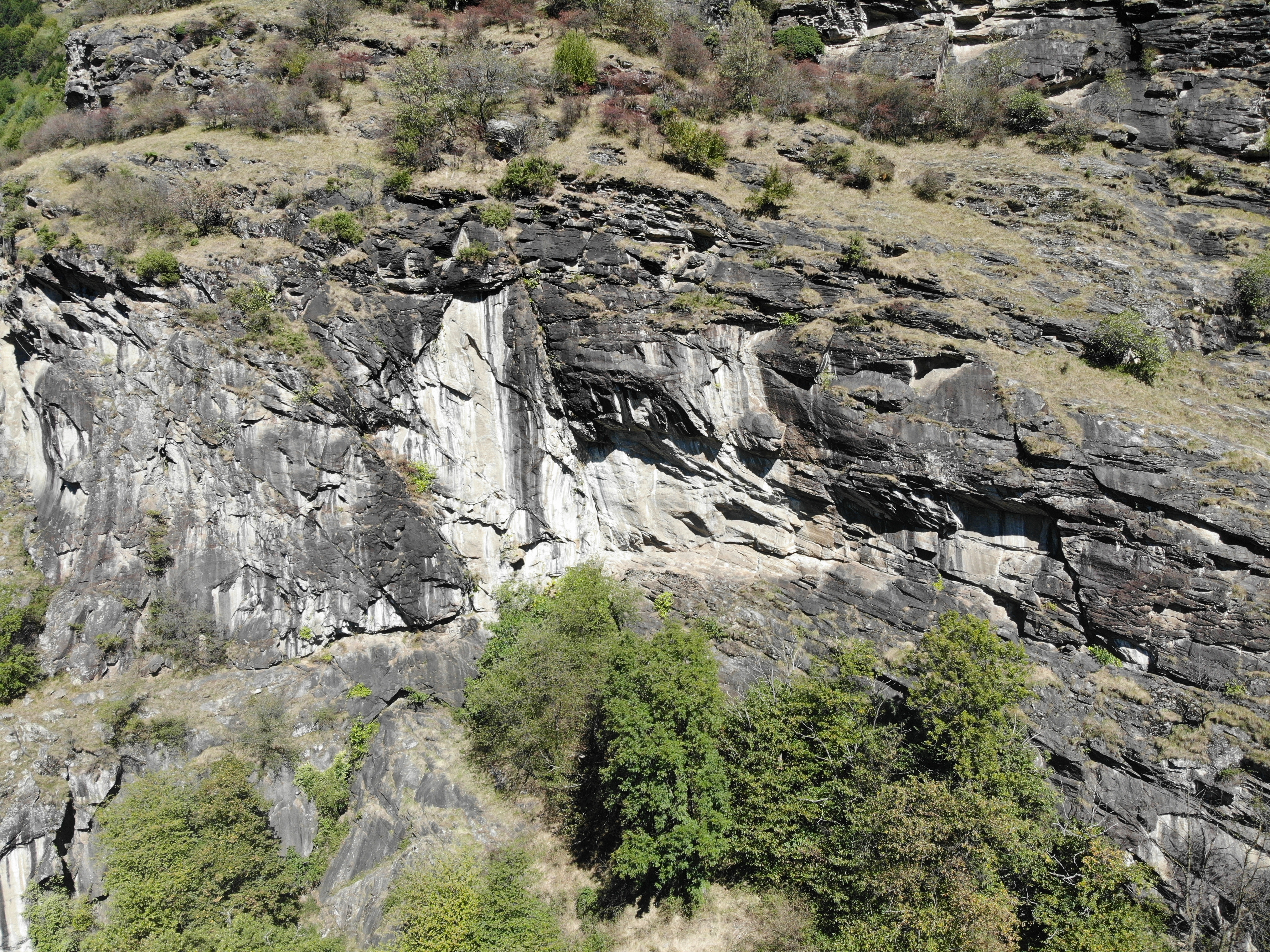
Die spärlichen Mauerreste sind kaum zu erkennen
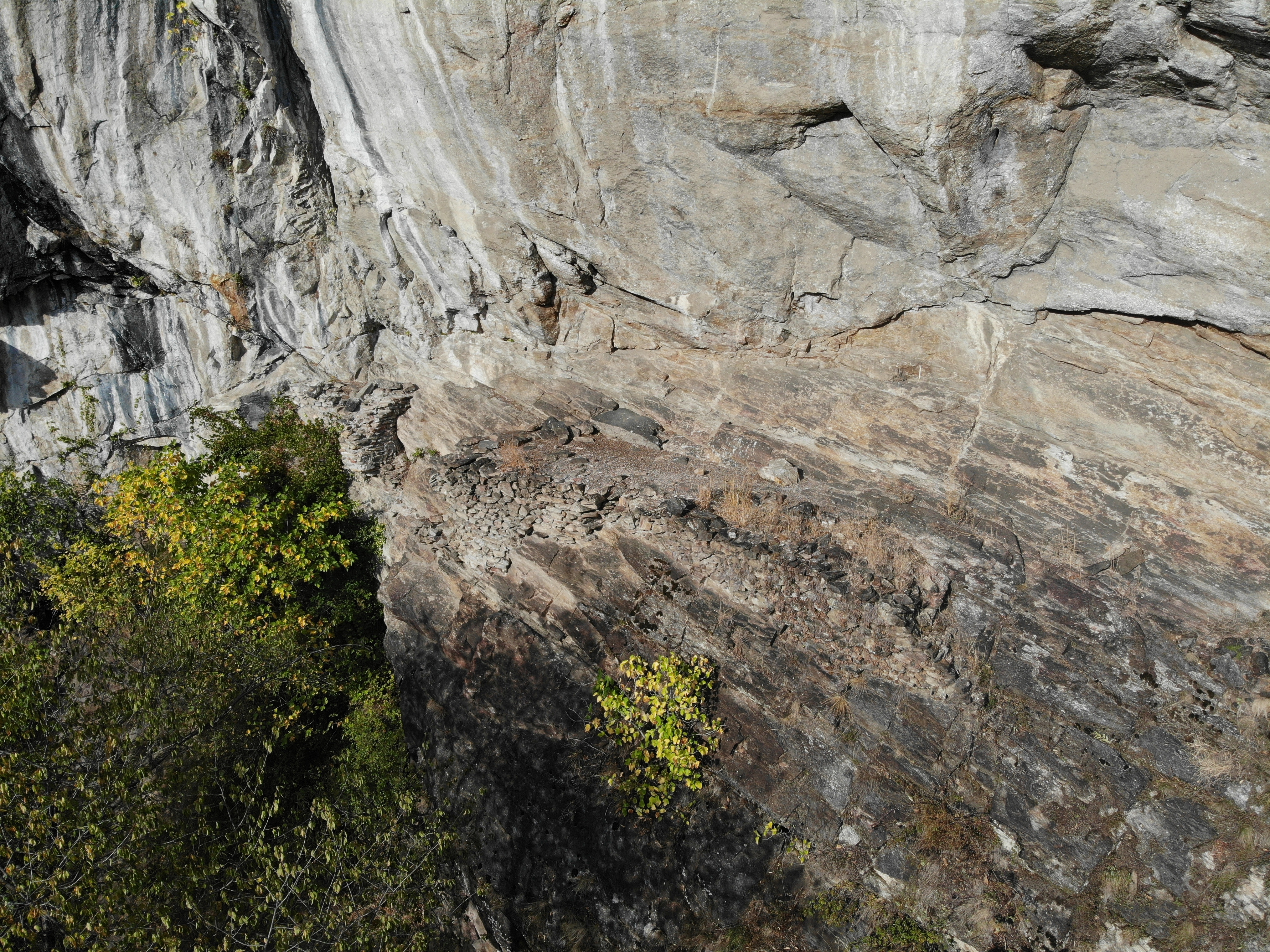
Blick auf die Mauerreste

## Malvaglia

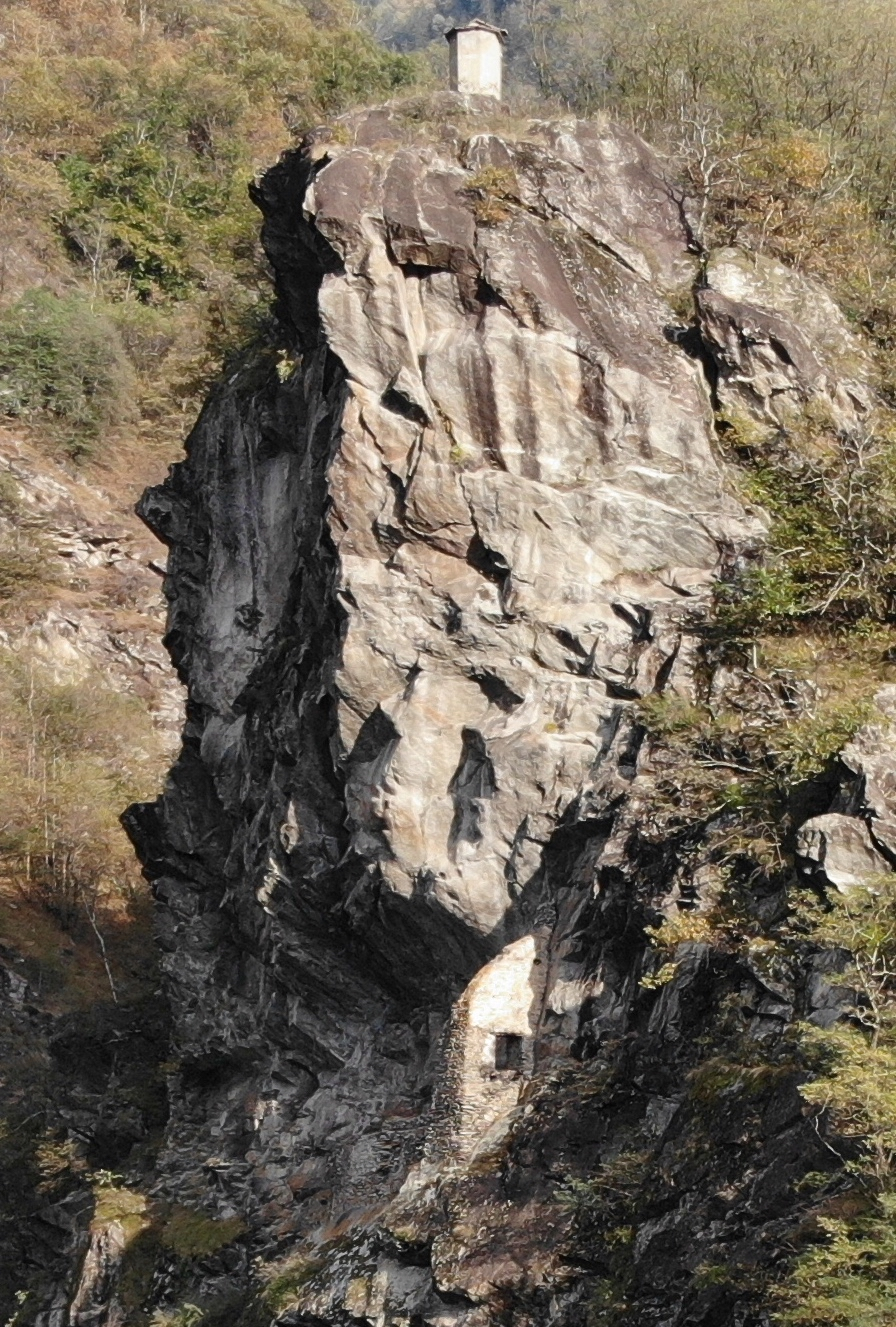
Malvaglia: Blick auf die Casa am Rand der Orino-Schlucht unterhalb der Kapelle San Nicolao

Die Casa dei Pagani von Malvaglia ist die unzugänglichste aller Tessiner Höhlenburgen. Sie steht auf einer Höhe von 515 m ü. M. hoch über dem Dorf mitten in einer senkrechten Felswand 50 Meter unterhalb der Cappella San Nicolao am Ausgang der Orino-Schlucht. Oberhalb des Weilers Pianèzza führt eine äusserst exponierte Traverse durch die Wand in westlicher Richtung von der Kante der Schlucht zur Burg. Das Felsband mit dem Zugang ist auf den ersten 10 Metern nur 10 bis 30 Zentimeter breit, dann folgt ein 4 Meter breites Couloir. Die Burg selber stand auf einem 15 Meter langen und 3 Meter breiten Felsband. Gut erhalten hat sich die von weither sichtbare westliche Abschlussmauer, die sich bogenförmig bis an die überhängende Felswand hochzieht. In die Mauer eingelassen ist die Eingangstür. Die übrigen Gebäudeteile bestanden aus Holz. Im Fels haben sich zahlreiche Balken- und Pfostenlöcher erhalten. Unterschiedliche Mörtelzusammensetzungen und Mauerfugen lassen auf mehrere Bauphasen schliessen. Verankerungslöcher von Stützbalken zeugen von einem hölzernen Zugangssteg über Felsband und Couloir. Vor dem Eingang lag ein vorkragendes Podest.
Zwischen 1975 und 1978 wurde die Anlage von Malvaglia wissenschaftlich untersucht. Zahlreiche Kleinfunde konnten geborgen werden. Dank der geschützten Lage hatten sich in der trockenen Erde auch Gegenstände aus vergänglichem Material wie Gefässe aus Holz gut erhalten. Metallene Schmuckstücke, eine Feinwaage und Münzen aus der Zeit zwischen 1150 und 1300 belegen den gehobenen Stand der Bewohner. Die ältesten Pfeileisen stammen aus dem 10. Jahrhundert, die jüngsten aus der Zeit um 1400. Ein Fragment einer Pergamenturkunde mit noch lesbarer Schrift ist vom 1. September 1308 datiert. In der Ecke der Tormauer wurden zwei Feuerstellen aus verschiedenen Bauphasen freigelegt. Schriftliche Belege über die Erbauer fehlen.
Nach einer Zerstörung gegen das Ende des 12. Jahrhunderts wurde die Anlage zu Beginn des 13. Jahrhunderts durch Herabsetzung der Höhe des Mauerschildes und Schwächung der Toranlage entwehrt und wieder aufgebaut. Zahlreiche Kleinfunde zeigen, dass die Anlage bis ins 14. oder 15. Jahrhundert intensiv bewohnt war. Wahrscheinlich diente auch sie Angehörigen der lokalen Führungsschicht als Wohnsitz.

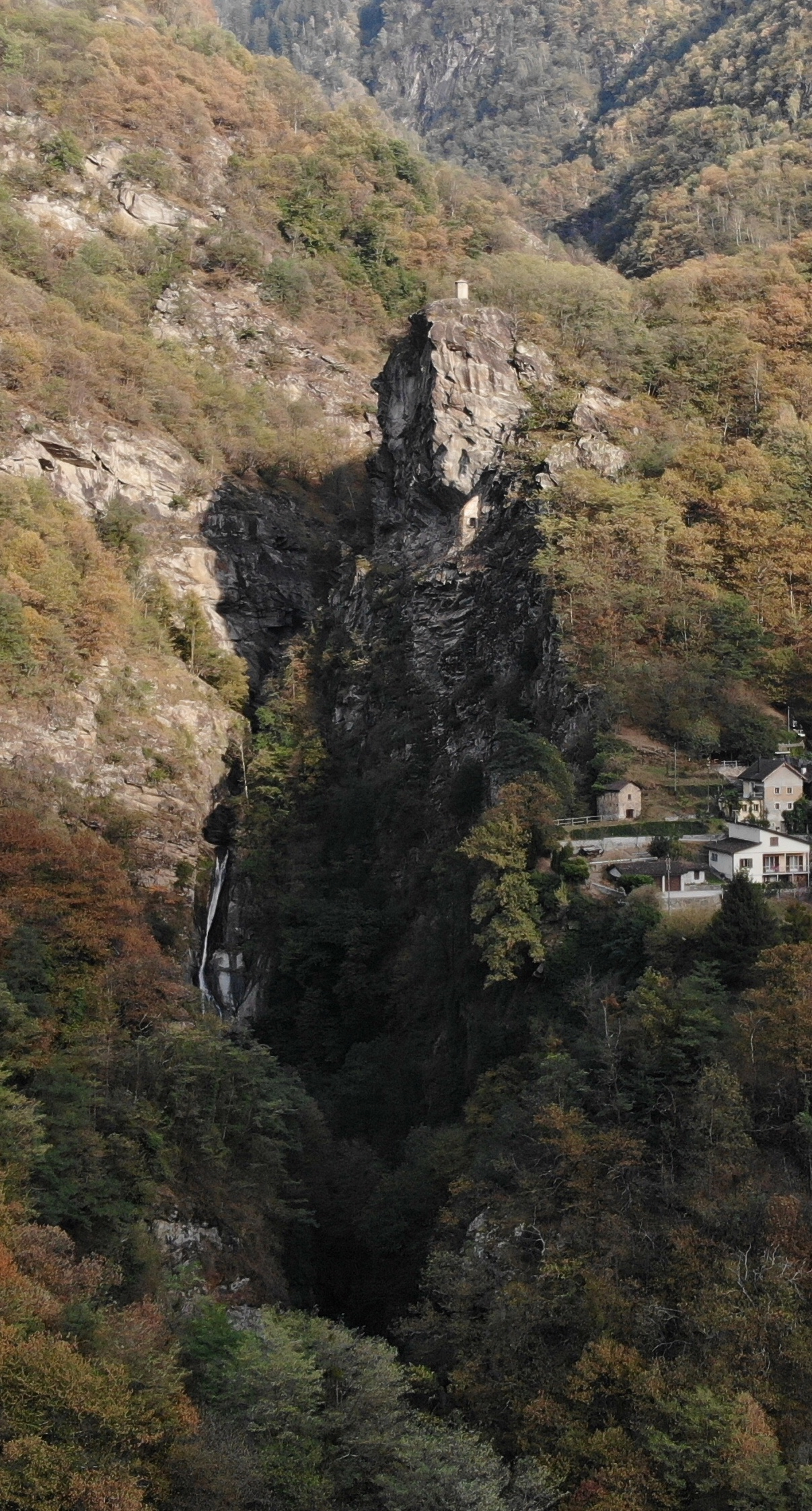
Blick in die Schlucht. Rechts der Weiler Pianèzza
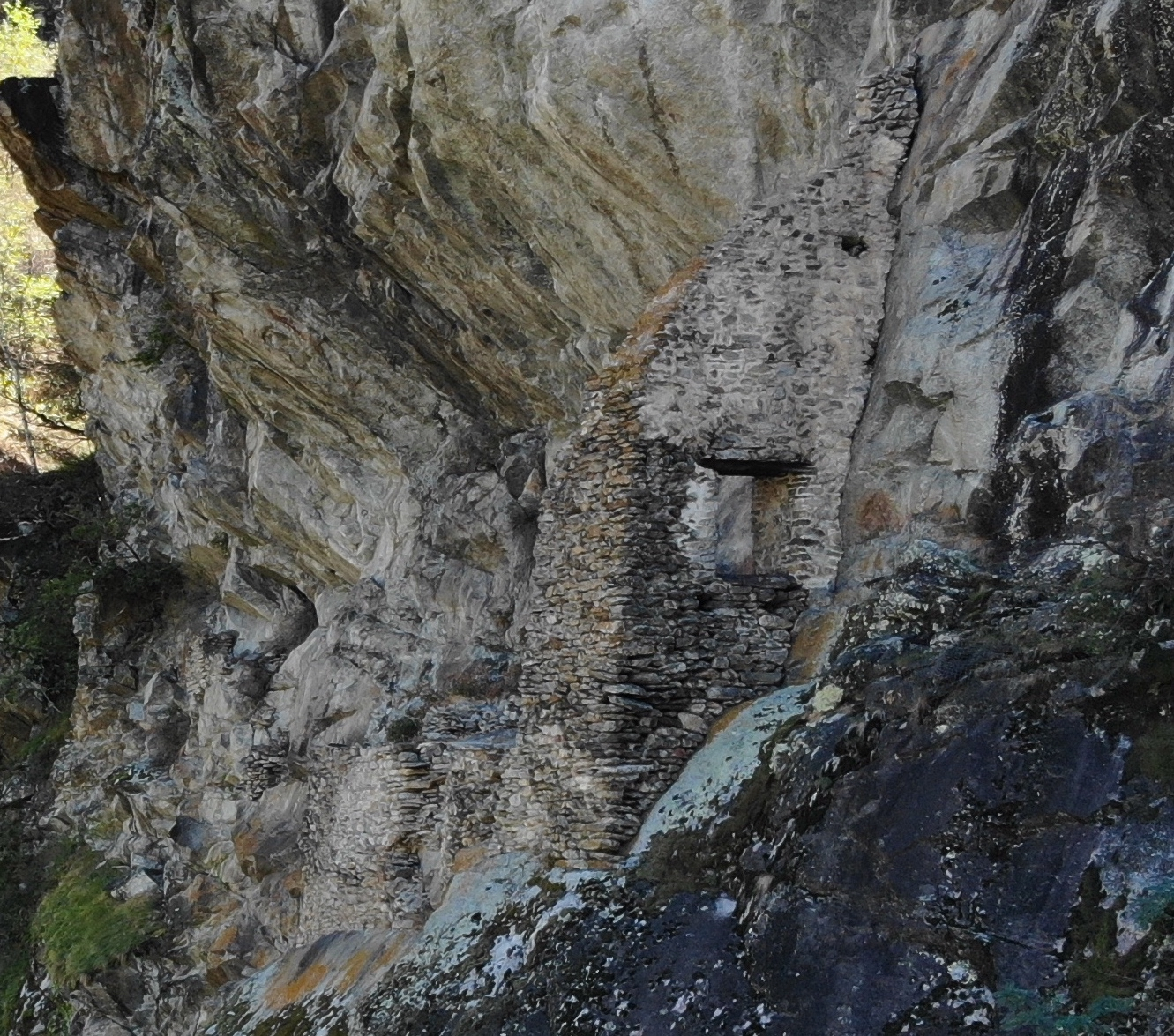
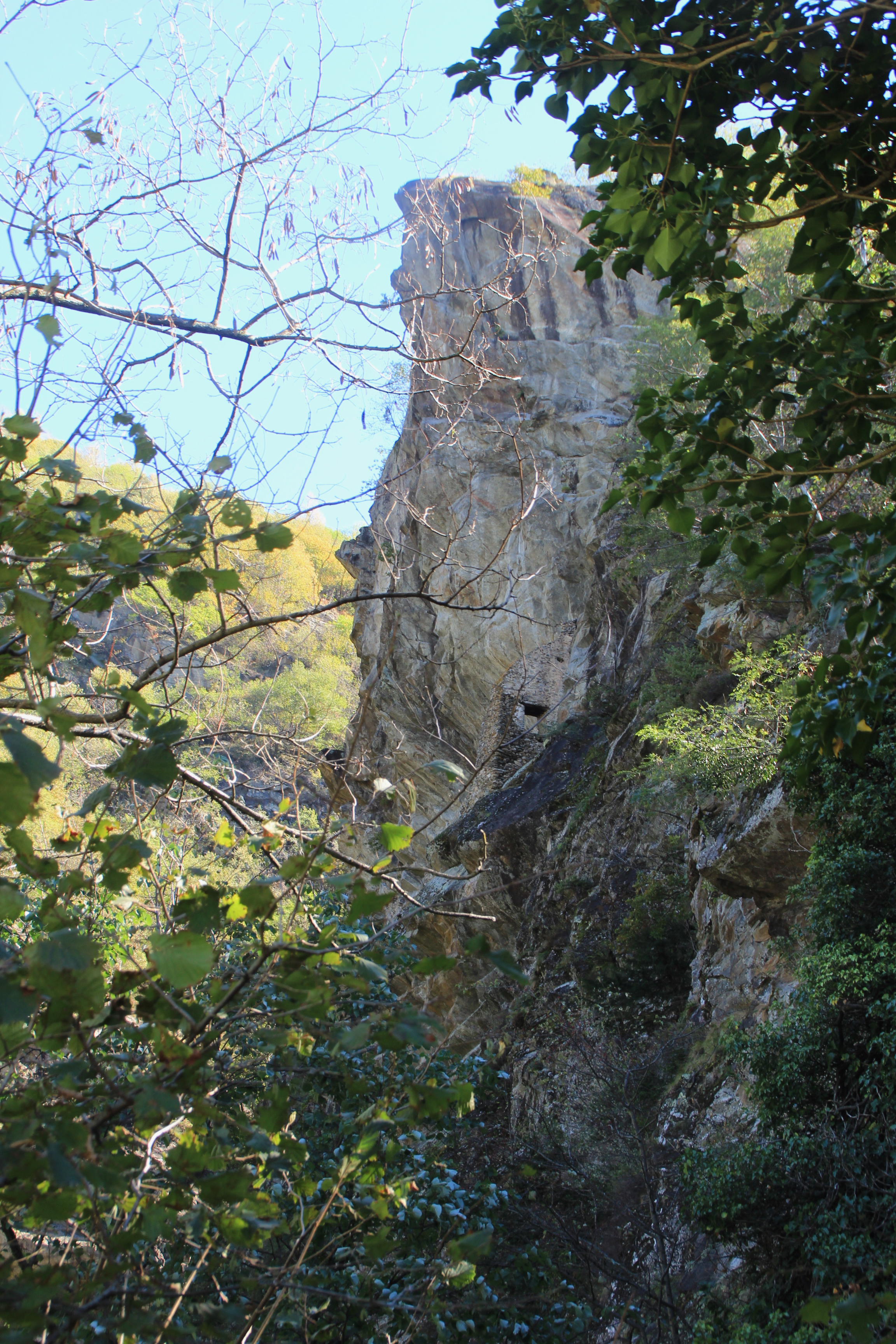